# Культура горіха чорного
Культу́ра горі́ха чо́рного — ботанічна пам'ятка природи місцевого значення. Розташована на території Вінницького лісництва (кв. 54, діл.9) на околиці с. Зарванці Вінницького району Вінницької області. Оголошена відповідно до Рішення Вінницького облвиконкому від 29.08.1984 р. № 371. Охороняється цінна ділянка грабової діброви з участю рідкісної в області породи — горіха чорного.